# Aptesis orbitalis
Aptesis orbitalis là một loài tò vò trong họ Ichneumonidae.